# Ōme (Tokio)
Ōme (青梅市 Ōme-shi?) es una ciudad ubicada en Tokio Occidental, la parte occidental de la Metrópolis de Tokio, Japón, cruzada por la vía ferroviaria Línea Ōme.
Para el 1 de septiembre de 2006, la ciudad tenía una población estimada en 140,433 y una densidad de 1,360 personas por km². El área total es de 103.26 km².
La ciudad fue fundada el 1 de abril de 1951 con la combinación de tres pequeños pueblos. El nombre Ōme fue tomado de la ciudad original de Ōme, que fue famosa por sus tipos de plantaciones de flores. Después, en 1955, otros cuatro pueblos fueron incorporados a la ciudad para llegar a ser el Ōme que es hoy en día. La ciudad ha sido conectada con los centros más importantes de Tokio por medio del Ōme-Kaidō, desde el año 1603.